# Lockheed AH-56 Cheyenne
El Lockheed AH-56 Cheyenne fue un girodino de ataque militar estadounidense. En el AH-56 los rotores normales de helicópteros se aumentaron con pequeñas alas y un propulsor, dándole algunas de las características tanto de helicóptero como de avión de ala fija.

## Desarrollo
El Ejército de los Estados Unidos publicó a mediados de la década de 1960 una especificación, la AAFSS (Advanced Aerial Fire Support System) en la que se describía la necesidad de un helicóptero capaz de desempeñar las tareas de escolta de combate, penetración de largo alcance, soporte artillero y operaciones antitanque, de día y de noche y en cualquier condición meteorológica. La especificación tuvo su origen en la guerra de Vietnam, en el que las bajas sufridas por los transportes de tropas UH-1 Huey, y la falta de un helicóptero de combate capaz, dejaron clara la necesidad de un nuevo aparato.
Desarrollado por Lockheed como respuesta a dicha especificación como diseño CL-840, el AH-56 Cheyenne era un helicóptero muy avanzado, en el que la Lockheed incorporó tecnologías ya probadas en el demostrador XH-51, también fabricado por Lockheed. El Cheyenne fue declarado vencedor de la competición AAFSS en 1966, con lo que se otorgaron fondos a Lockheed para la fabricación de 10 prototipos YAH-56 (el prefijo Y indicando el carácter de prototipo).
La primera de estas máquinas hizo su primer vuelo en septiembre de 1967, y la serie completa de 10 aparatos (números de serie desde 66-8826 a 66-8835) estaba entregada al Ejército para los correspondientes ensayos en vuelo en junio de 1968. En enero de ese mismo año, la fuerza terrestre hizo un pedido inicial de 375 aparatos, y al no haber cambios sustanciales entre los prototipos y las máquinas de serie, dichos prototipos fueron renombrados AH-56A a principios de 1969.
A pesar de la sofisticación del proyecto, y de los diez prototipos ya fabricados, el AH-56 nunca entró en servicio activo con el Ejército. El programa de ensayos en vuelo reveló problemas diversos con la planta propulsora del aparato, problemas que llevaron a la pérdida de tres de los prototipos en varios accidentes. Además, en marzo de 1969 las continuas subidas presupuestarias habían aumentado el coste por unidad del Cheyenne en más de 0,5 millones de dólares, una subida que en vista del gasto militar que tenía entonces Estados Unidos, fue considerada inaceptable. Y por si fuera poco, las rivalidades entre los distintos brazos de las Fuerzas Armadas provocaron la oposición de la Fuerza Aérea a que el Ejército adquiriera un aparato tan potente como el Cheyenne. Finalmente, la fuerza terrestre se decantó por seguir con el desarrollo del Bell AH-1 Cobra, una plataforma más barata y menos sofisticada, y el programa del Cheyenne se canceló formalmente en agosto de 1972.

## Diseño

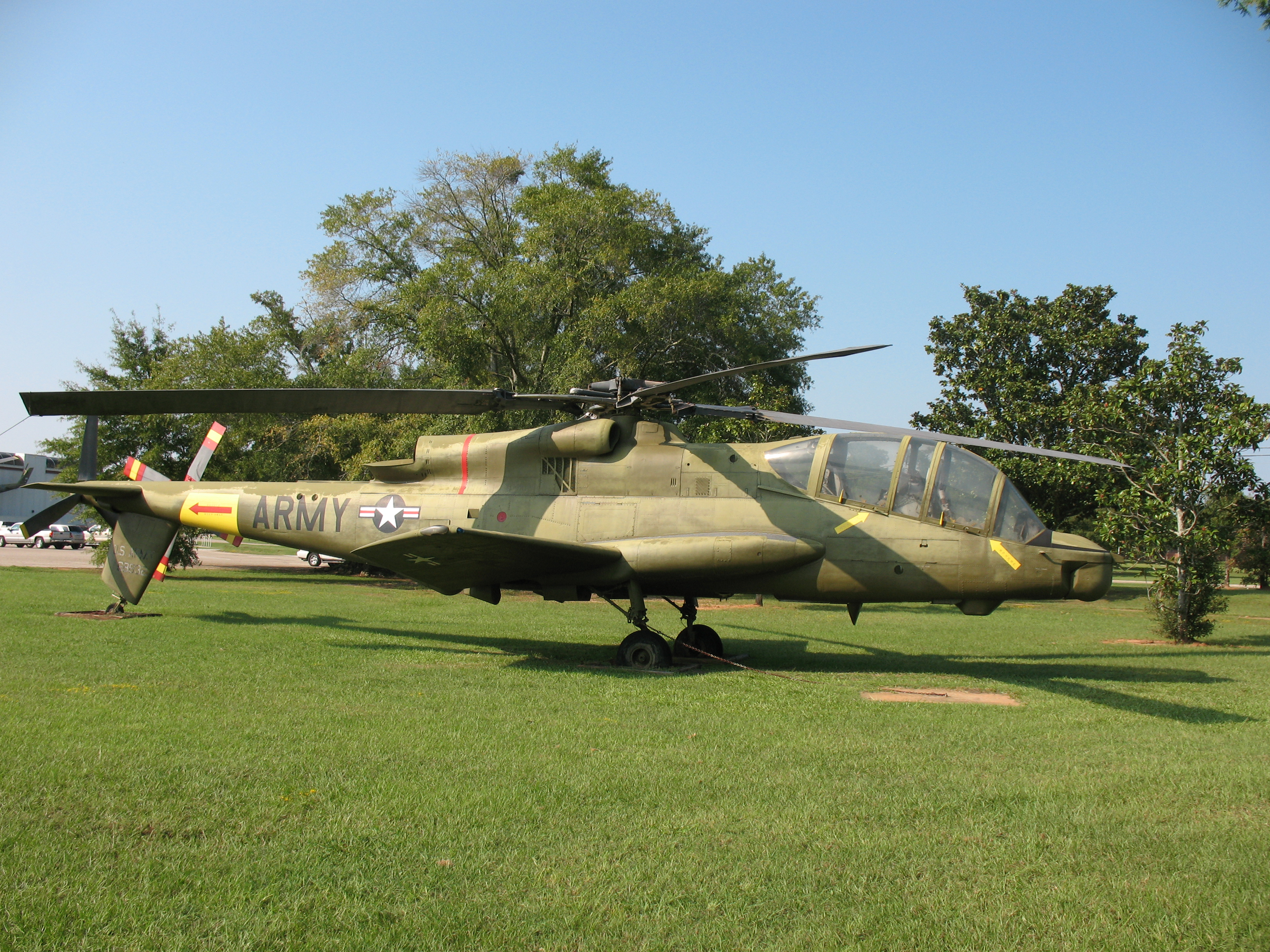
YAH-56A Cheyenne.

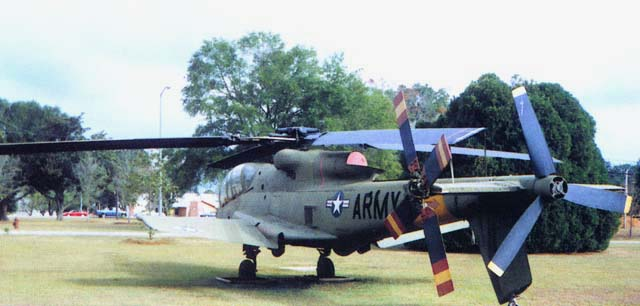
Rotores de cola del Cheyenne expuesto en el Museo de Aviación del Ejército de Estados Unidos en Ft. Rucker (Alabama).

El AH-56 Cheyenne es un helicóptero que pertenece a la categoría de "aeronave compuesta" (en inglés compound aircraft). Este tipo de helicópteros puede alcanzar una velocidad de crucero superior a la de un helicóptero convencional, cuya velocidad está limitada por la aparición de ondas de choque en la punta de las palas del rotor principal. El Cheyenne, al disponer de alas que proporcionan sustentación, puede descargar su rotor principal, disminuyendo su paso y su velocidad, para así conseguir retrasar la aparición de ondas de choque.
Además de las alas ya mencionadas (que carecen de superficies móviles, como alerones), otro de los aspectos no convencionales del Cheyenne era su hélice impulsora, situada en el extremo posterior del fuselaje trasero. Esta hélice, de tres palas, impulsaba al Cheyenne en régimen de crucero, cesando su aportación al movimiento cuando el helicóptero estaba en vuelo estacionario.
El Cheyenne fue uno de los primeros helicópteros en contar con cabeza de rotor rígida. Una cabeza de rotor rígida se diferencia de las cabezas articuladas tradicionales en que está hecha de una sola pieza, y no contiene por lo tanto rodamientos ni articulaciones. No es estrictamente rígida, pues debe ser flexible para poder dar al helicóptero la capacidad de controlarse. La cabeza rígida permite una mayor maniobrabilidad y un tiempo de mantenimiento reducido respecto al de las cabezas tradicionales. Otros helicópteros con rotor rígido son el Bolkow Bo 105 y el AH-1Z Viper (entre muchos otros). El rotor principal del Cheyenne tenía cuatro palas. Además del rotor principal y de la hélice impulsora, el aparato tenía como la mayoría de los helicópteros un rotor antipar en la cola. El rotor antipar tenía cuatro palas. La potencia del Cheyenne venía dada por un único turboeje General Electric T-64, de 4350 shp (Shaft Horse Power), limitada a 3925 shp. Esta potencia era suficiente para hacer del Cheyenne una máquina muy ágil y de unas prestaciones impresionantes. En configuración limpia (sin armas ni cargas externas), consiguió velocidades a nivel del mar superiores a los 400 km/h.
El Cheyenne estaba armado de acuerdo a su especificación. En el morro podía llevar una torreta con un lanzagranadas automático XM129 de 40 mm o una ametralladora rotativa XM134 de 7,62 mm . En otra torreta situada en la panza llevaba un cañón de 30 mm. Bajo sus alas podía albergar un gran número de misiles TOW (Tube Launched, Optically tracked, Wire guided) y/o vainas con cohetes FFAR (Folding Fin Aerial Rocket) de 2,75 pulgadas.
El Cheyenne también destacaba en el apartado de la aviónica que llevaba. Su capacidad de vuelo todo tiempo se apoyaba en un radar automático de seguimiento del terreno (TFR), un radar Doppler, una unidad de navegación inercial, y un sistema automático de control de vuelo (AFCS) que le permitía volar a altitudes tan bajas como 5 metros. La cabina, que destacaba por su amplia superficie acristalada, encerraba al piloto en el asiento posterior y al artillero en el delantero. El asiento del artillero, junto con los avanzados sistemas de puntería, podía girar en el interior de la cabina, con lo que su campo de visión y de fuego se hacía más amplio que en un helicóptero convencional. El casco del artillero estaba asociado de forma pionera al sistema de puntería, de forma que donde apuntaba el casco, ahí se apuntaban las armas. También disponía de sistemas de visión nocturna.
Entre sus prestaciones más significativas, se destaca la velocidad de crucero de 388 km/h, con una velocidad máxima de 407 km/h. Podía trepar a más de 1025 m/min y tenía un radio de acción máximo de 1970 km.

## Supervivientes

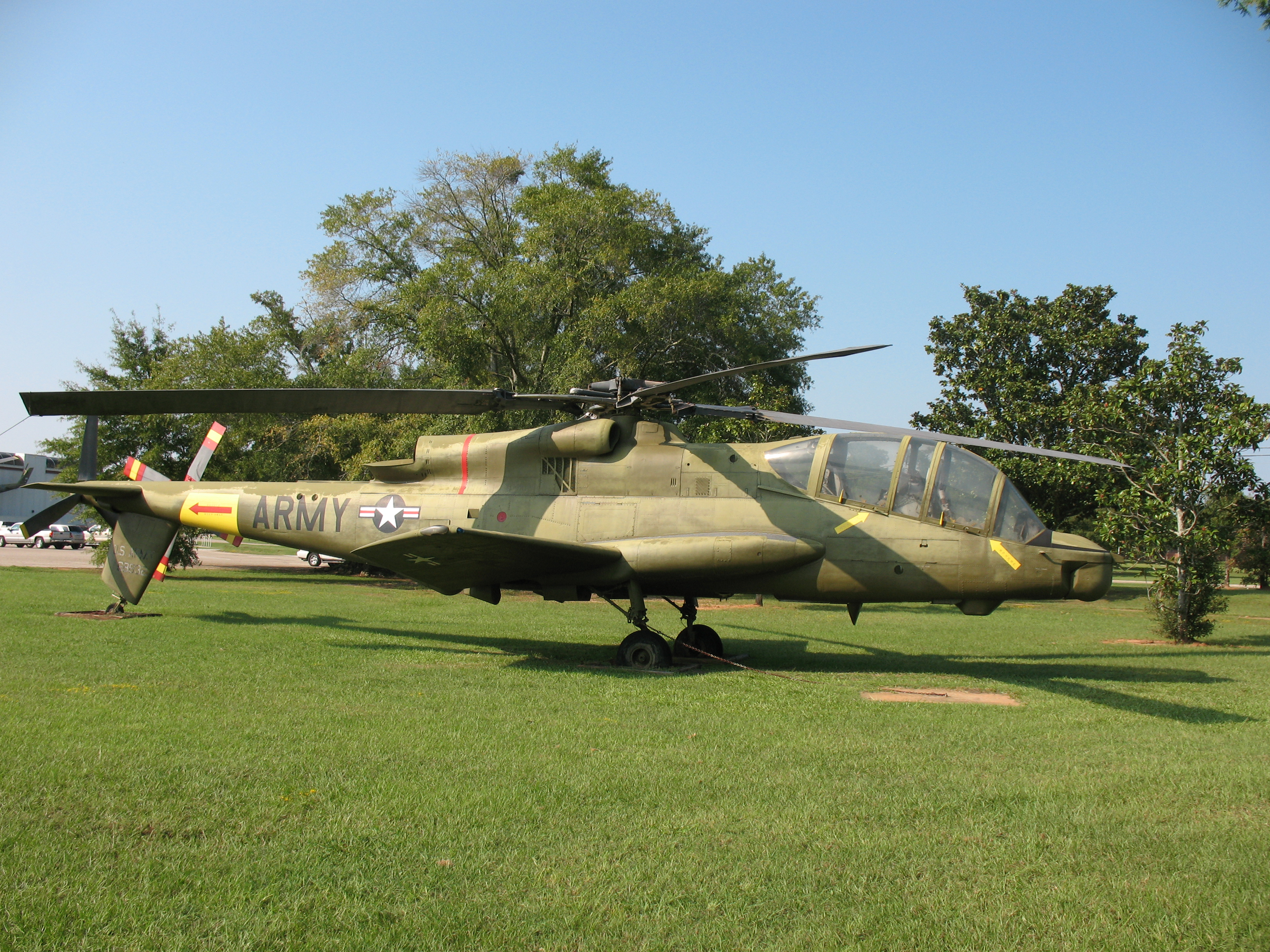
Un AH-56 Cheyenne en exhibición en 2007.

- N.º 2 66-8827: está en exhibición en Fort Polk, Luisiana.[8]
- N.º 5 66-8830: está almacenado en el Army Aviation Museum, Fort Rucker, Alabama.[8]
- N.º 6 66-8831: está en exhibición en Fort Campbell.[8]
- N.º 7 66-8832: está en exhibición en el Army Aviation Museum, Fort Rucker.[8]

## Características técnicas (AH-56A)
Referencia datos: Jane's Aircraft WarbirdTech AH-56A

### Características generales
- Tripulación: Dos (piloto, copiloto/artillero (asiento delantero))
- Longitud: 16,66 m
- Diámetro rotor principal: 15,62 m
- Altura: 4,18 m
- Peso vacío: 5540 kg
- Peso cargado: 8300 kg
- Peso máximo al despegue: 11 740 kg
- Planta motriz: 1× turboeje General Electric T64-GE-16.
  - Potencia: 2930 kW (3925 shp)
  - Sistemas de rotores: 4 palas en rotor principal, 4 palas en rotor de cola, 3 palas en hélice propulsora

### Rendimiento
- Velocidad nunca excedida (Vne): 393 km/h
- Velocidad crucero (Vc): 362 km/h
- Alcance: 1971 km
- Techo de vuelo: 6100 m (20 000 pies)
- Régimen de ascenso: 15,23 m/s (3000 pies/min)

### Armamento
- Armas de proyectiles: ** 1x torreta de morro con un lanzagranadas M129 de 40 mm, o una Minigun XM196 de 7,62 mm, y
  - 1x torreta ventral un cañón XM140 de 30 mm
- Puntos de anclaje: 6 para cargar una combinación de:   
  - Cohetes: FFA de 70 mm
  - Misiles: BGM-71 TOW

### Desarrollos relacionados
- Lockheed XH-51

### Aeronaves similares
- AH-1 Cobra
- AH-64 Apache
- Sikorsky S-67
- Piasecki 16H Pathfinder
- Mil Mi-42
- Kamov V-100

### Secuencias de designación
- Secuencia _H-_ (Helicópteros estadounidenses, 1962-presente): ← CH-53/HH-53/MH-53/CH-53E/CH-53K – CH-54 – TH-55 – AH-56 – TH-57 – OH-58 – XH-59 →

### Listas relacionadas
- Anexo:Aeronaves de la Fuerza Aérea de los Estados Unidos (históricas y actuales)